# Wolf Peter Schnetz
Wolf Peter Schnetz (* 27. September 1939 in Regensburg; † 2. Dezember 2024) war ein deutscher Schriftsteller und Publizist.

## Leben
Er studierte in Erlangen, Mainz und München Germanistik, Anglistik, Geschichte, Kunstgeschichte sowie Theaterwissenschaft und gründete 1963 in München die Junge Akademie München, die Taschenzeitung und die Maistrassenpresse, einen Kleinverlag, in dem Erstveröffentlichungen von Autoren wie Karl Krolow, Günter Eich, Herbert Achternbusch, Angelika Mechtel und Uwe Herms erschienen. 1967 promovierte er. Anschließend war er im Organisationskomitee für die Olympischen Sommerspiele 1972 in München für Kultur zuständig. Von 1968 bis 1973 war er als Nachfolger von Walter Boll Kulturdezernent in Regensburg und von 1973 bis 2000 in Erlangen, bevor er sich 2001 als freischaffender Schriftsteller in Regensburg niederließ.
2004 ernannte ihn die Stadt Regensburg zum Beauftragten für die Bewerbung Regensburg 2010 (Kulturhauptstadt Europas; Nominierung für Berlin). Er war außerdem Ehrenvorsitzender des Verbandes deutscher Schriftsteller (VS) in ver.di, Landesbezirk Bayern, war von Mai 1986 bis September 1987 Beisitzer im Bundesvorstand und war Mitglied im Schriftstellerverband PEN-Zentrum Deutschland.

## Auszeichnungen
- 1966 Ehrenpreis des Schwabinger Kunstpreises, München
- 1983 Prämierung Stückewettbewerb Spielzeit – Zeitspiel, Bayreuth
- 1983 Hugo-Carl-Jüngst-Medaille für fortschrittliche Literatur
- 1986 Pro Cultura Hungarica, Budapest
- 1988 Joachim-Ringelnatz-Preis für Lyrik, Cuxhaven
- 2000 Friedrich-Baur-Preis der Bayerischen Akademie der Schönen Künste, München
- 2011 Kulturpreis der Stadt Regensburg

## Werke (Auswahl)
- Je elementarer der Tod, desto höher die Geschwindigkeit. Auszüge aus Protokollen. Politische Flugschrift. Zusammen mit Ludwig Meidner und Guntram Vesper. Relief Verlag Eilers, München 1964
- Oskar Loerke – Leben und Werk. München, 1967
- Lyrik-Trilogie Klaus Renner Verlag, München
  - In diesem Garten der Lüste. 1980, ISBN 3-921499-47-X
  - In diesem Garten der Kälte. 1984, ISBN 3-921499-70-4
  - In diesem Garten der Nacht. 1985, ISBN 3-921499-79-8
- UNN. Mit Typographien von Josua Reichert. Renner, München, 1990
- Vergiß die Stadt, den Fluß, die Steine. Roman. Regensburg, 1994, ISBN 3-927529-35-4
- Jugendsünden. Erzählung. Regensburg, 1996, ISBN 3-927529-75-3
- Tanzstunde. Erzählung. Regensburg, 1999, ISBN 3-931904-63-6
- Täglich ein Wunder. Gedichte aus 40 Jahren. Regensburg, 1999, ISBN 3-931904-63-6
- Das vergessene Meer. Neue Gedichte. Allitera Verlag, München, 2002, ISBN 3-935877-16-1
- Im Jahr der Sphinx – Rückkehr in die Stadt am Strom. Erzählung. Lichtung Verlag, Viechtach 2003, ISBN 3-929517-62-0
- Die Früchte des Regenbogenbaums. Lyrik. Lichtung Verlag, Viechtach 2004, ISBN 3-929517-67-1
- Parsifal. Erzählung. Reihe OST und WEST. Edition Ango Boy, Sofia 2005, ISBN 954-737-535-0
- Ich lebe dich, das ist alles. Lyrik deutsch - türkisch, Sardes Verlag, Erlangen 2009, ISBN 978-3-941025-09-7